# Cerometopum
Cerometopum Cresson, 1914, è un genere di insetti della famiglia degli Ephydridae (Diptera: Schizophora). Comprende due sole specie, endemiche della regione neotropicale.

## Descrizione
Cerometopum è morfologicamente affine al genere Mosillus, il più rappresentativo della tribù dei Gymnomyzini. 
Caratteri diagnostici condivisi con gli altri generi della tribù dei Gymnomyzini sono la livrea lucente, di colore nero, la gena ricoperta da una fine peluria chiara e con margine posteriore dal profilo marcatamente angolato, la presenza di due paia di setole scutellari sul margine dello scutello, le zampe sottili ma ben sviluppate, l'addome con i tergiti 2-4 di larghezza uniforme.
Nell'ambito della tribù si distingue dagli altri generi per una combinazione di caratteri relativi alla faccia, all'arista, alla chetotassi e all'ala:
- faccia con profilo convesso e raggrinzita in senso trasversale;
- antenne con arista pettinata, recante una serie dorsale di peli lunghi;
- setole pseudopostocellari non evidenti;
- presenza di due setole notopleurali;
- ala con lobo anale prominente e a profilo convesso e alula ben sviluppata.

Gli adulti hanno corpo di dimensioni medio-piccole, lungo da 2 a 3-3,5 mm, livrea interamente nera, con variazione verso colori più chiari (dal giallo al bruno) nei palpi mascellari e in alcune parti delle zampe.
Il capo è isodiametrico, con occhi grandi e a profilo ellittico  e fronte ampia. Antenne brevi, con arista pettinata. Setole ocellari e verticali di normale sviluppo, setole fronto-orbitali in numero di due paia, una proclinata e una reclinata, setole facciali numerose ma poco sviiuppate, simili a peli. Faccia leggermente convessa, attraversata da solchi trasversali che la rendono rugosa nell'aspetto.
Il torace ha una forma quadrata, con scutello ampio e ad apice arrotondato. La chetotassi è composta da setole non robuste, fra cui si evidenziano le setole acrosticali prescutellari, una o due postalari, una omerale, due notopleurali e due paia di scutellari. Le zampe sono ben sviluppate, più o meno robuste, con femori anteriori privi di setole o spine. Le ali sono ialine, con venature gialle e costa scura in C. mosilloides, giallastre con venatura chiara in C. lacunosum
L'addome è ovoidale in entrambi i sessi.

## Sistematica
Cerometopum è uno dei generi minori della tribù dei Gymnomyzini. Questa tribù era inclusa, in passato, nella grande sottofamiglia delle Psilopinae, che a seguito della revisione della sistematica della famiglia (Zatwarnicki, 1992) è stata scorporata fondamentalmente in due sottofamiglie, Gymnomyzinae e Discomyzinae. Il genere Cerometopum, insieme agli altri Gymnomyzini, è passato nella sottofamiglia delle Gymnomyzinae.
Le informazioni relative a questo genere sono poche e si limitano per lo più alle descrizioni da parte di Cresson e alle chiavi diagnostiche proposte da Mathis et al. (1993) per la determinazione tassonomica nell'ambito dei Gymnomyzini.
Il genere comprenderebbe due sole specie, entrambi esclusive del Neotropico:
- Cerometopum lacunosum Cresson, 1925
- Cerometopum mosilloides Cresson, 1914

La prima specie è segnalata solo nell'America centrale, mentre la seconda avrebbe un'ambia distribuzione nel Sudamerica (Argentina, Paraguay, Colombia).